# Codonocarpus pyramidalis
Codonocarpus pyramidalis är en tvåhjärtbladig växtart som först beskrevs av Ferdinand von Mueller, och fick sitt nu gällande namn av Ferdinand von Mueller. Codonocarpus pyramidalis ingår i släktet Codonocarpus, och familjen Gyrostemonaceae. Inga underarter finns listade i Catalogue of Life.